# 葛桂
葛桂（1494年—1538年），字子芳，號宜簡，南直隶松江府上海縣人，民籍。官至廣東南雄府知府。

## 生平
嘉靖四年（1525年）乙酉科應天府鄉試第三十七名舉人，五年（1526年）联捷丙戌科第三甲第十七名進士。初授行人司行人，历官南京刑部郎中，官至广东南雄府知府。丁母憂歸，歸八月而逝，享年四十五。

## 家族
父葛和。
葛桂有二子：長子葛士龍，太學生，娶上林監錄清女殷氏；次子葛士驥，娶舊族卧東選女喬氏。